# Frankliniella gossypiana
Frankliniella gossypiana är en insektsart som beskrevs av Ian A. Hood 1936. Frankliniella gossypiana ingår i släktet Frankliniella och familjen smaltripsar. Inga underarter finns listade i Catalogue of Life.